# 紀元前363年
紀元前363年（きげんぜん363ねん）は、ローマ暦の年である。
当時は、「アウェンティーヌスとマーメルティーヌスが共和政ローマ執政官に就任した年」として知られていた
（もしくは、それほど使われてはいないが、ローマ建国紀元391年）。紀年法として西暦（キリスト紀元）がヨーロッパで広く普及した中世時代初期以降、この年は紀元前363年と表記されるのが一般的となった。

## 他の紀年法
- 干支 : 戊午
- 日本
  - 皇紀298年
  - 孝安天皇30年
- 中国
  - 周 - 顕王6年
  - 秦 - 献公22年
  - 楚 - 宣王7年
  - 斉 - 桓公12年
  - 燕 - 桓公10年
  - 趙 - 成侯12年
  - 魏 - 恵王7年
  - 韓 - 懿侯12年
- 朝鮮
  - 檀紀1971年
- ベトナム :
- 仏滅紀元 : 182年
- ユダヤ暦 :

## できごと

### エジプト
- テオス（またはタコス）が父親のネクタネボ1世の後を継いでファラオとなる。アケメネス朝への大規模な攻撃を計画し、スパルタに協力を要請した。

### ギリシャ
- テーバイの将軍エパメイノンダスがアテナイへの挑戦を試みた。ボイオーティアの艦隊と共にビュザンティオンに航海し、アテナイ配下の都市のいくつかは支配者に反抗して彼に従った。

## 死去
- ネクタネボ1世：エジプトのファラオ。
- 宋の休公
- 韓の懿侯